# Асирска црква Истока
Асирска црква Истока (пуни назив: Света апостолска католичанска асирска црква Истока, сир.ܥܕܬܐ ܩܕܝܫܬܐ ܘܫܠܝܚܝܬܐ ܩܬܘܠܝܩܝ ܕܡܕܢܚܐ ܕܐܬܘܖ̈ܝܐ) је древна црква источно-сиријске литургијске традиције, која у потпуности признаје само прва два Васељенска сабора. По томе ова црква представља посебан огранак источног хришћанства, са сопственим христолошким и еклисиолошким особеностима. Асиријска црква Истока поштује изворни Никејско-цариградски симбол вере, заступа правоверну пнеуматологију и не признаје филиоквистичку јерес.

## Назив
Од најстаријих времена, ова црква се називала "Црквом Истока" с тим што је појам "Истока" у називу ове цркве употребљаван са посебним значењем и није се односио на читав хришћански Исток, већ само на матичне области ове цркве, које су лежале источно од тадашње византијско-персијске границе (древна Асирија, са Месопотамијом, древном Партијом и Персијом). 
Због повезаности са спорним христолошким учењем свргнутог цариградског патријарха Несторија (који се у овој цркви прославља као светитељ), читава Црква Истока је од стране осталих хришћана током историје најчешће називана "несторијанском". Пошто се такво означавање показало као спорно, током времена у употребу је уведен теолошки неутралан назив који је изведен из имена древне Асирије.

## Старија историја
Асирска црква Истока се развила из древне Цркве Истока, која је поникла .
Током првих векова, хришћани у областима Партског и Персијског царства признавали су врховно старешинство антиохијског патријарха, што је у политичком смислу представљало отежавајућу околност, пошто се Антиохија налазила под влашћу Византије, која је често ратовала са Персијом, тако да су хришћани у Персији због својих веза са византијском Антиохијом били изложени сталним сумњичењима, оптужбама и прогонима од стране персијских власти. Поменуте околности су довеле до постепеног удаљавања од Антиохије и осамостаљивања у виду стварања сопственог црквеног средишта у Селеукији-Ктесифону (424). Током времена, митрополити из Селеукије-Ктесифона су добили наслов "католикоса" (општег, односно врховног митрополита), а потом су усвојили и додатни наслов патријарха. 
Прекретница у развоју "Цркве Истока" догодила се након Трећег васељенског сабора у Ефесу (431) на којем је осуђено христолошко учење цариградског патријарха Несторија. Његова учења су опстала у појединим источним областима и временом су извршила знатан утицај на развој христолошких схватања у "Цркви Истока".  
Од VI до VIII века несторијанска "Црква Истока" се ширила не само у границама Персијског царства, већ и даље према истоку, обухватајући Индију и Кину чиме је остварен један од највећих хришћанских мисионарских подухвата у историји. Припадници ове цркве су током каснијег раздобља арапске и турске власти доживели тешке прогоне, али су ипак успели да опстану у Ираку, Ирану, Сирији и Либану.

## Асирска црква
Услед деловања католичких мисионара од 16. до 18. века, поједине скупине припадника древне "Цркве Истока" прихватиле су католицизам што је у неколико наврата довело до великих унутрашњих сукоба и раскола. Услед ових превирања, настало је неколико огранака "Цркве Истока", од којих су неки задржали традиционалну веру, док су други прихватали католицизам, привремено или трајно. Сва ова превирања су почетком 19. века довела до коначне поделе на два супротстављена огранка. Традиционалисти су се реорганизовали у "Асирску цркву Истока", док су се поборници католицизма окупили око посебне Халдејске католичке цркве.
Током раздобља турске власти, Асирска црква је у неколико наврата доживљавала тешке прогоне, које су у име турске власт вршили локални Курди.
Асирска црква Истока у богослужењу следи источно-сиријску литургијску традицију и све до 1964. године поштовала је Јулијански календар. Одлука о преласку на Грегоријански календар довела је до великог раскола и стварања одвојеног огранка који се званично назива Древна црква Истока (1968). Током 2015. године вођени су преговори о превладавању раскола и постигнута је начелна сагласност о потреби обнове јединства, али тим поводом још увек нису донете конкретне одлуке.